# Ololygon insperata
Espèce
Synonymes
- Scinax insperatus Silva & Alves-Silva, 2011

Statut de conservation UICN

 DD  : Données insuffisantes
Ololygon insperata est une espèce d'amphibiens de la famille des Hylidae.

## Répartition
Cette espèce est endémique de l'État de Rio de Janeiro au Brésil. Elle se rencontre dans les municipalités de Valença et de Miguel Pereira,.

## Publication originale
- Silva & Alves-Silva, 2011 : A new bromeligenous species of the Scinax perpusillus grou from the hills of the state of Rio de Janeiro, Brazil (Anura, Hylidae). Zootaxa, no 3043, p. 54-68.